# Alice Meredith Williams

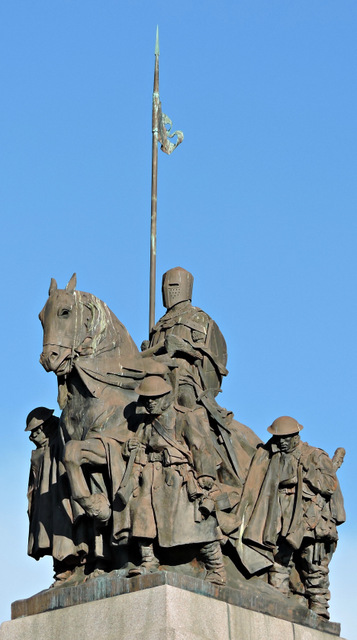
El "Espíritu de los cruzados", en el Paisley War Memorial

Gertrude Alice Meredith Williams (1877 - 3 de marzo de 1934), quien generalmente se hacía llamar Alice Meredith Williams, fue una escultora, pintora, ilustradora y diseñadora de vitrales británica.

## Biografía
Williams nació en Liverpool, la novena de los diez hijos sobrevivientes del Dr. David Williams (n. 1833), cirujano, y su esposa Sarah Bland. Cuando era adolescente, RAM Stevenson, profesor de Bellas Artes en el University College de Liverpool, le enseñó de forma privada bodegones y paisajes. A los veinte años ganó una beca para asistir a la Escuela de Arquitectura y Bellas Artes de Liverpool, donde se formó con Charles Allen y Robert Anning Bell . Aquí se perfeccionó como escultora arquitectónica. En 1900 ganó una beca de viaje del Ayuntamiento y se mudó a París, donde trabajó y estudió durante cinco años, asistiendo a la Académie Colarossi y aprendiendo, entre otros, de Jean Antoine Injalbert, René Prinet y Emmanuel Frémiet. Se dice que su trabajo también fue criticado positivamente por Auguste Rodin.
En 1902, en París, conoció al artista Morris Meredith Williams, cuatro años menor que ella. Al haber decidido casarse, dejó París en 1905 para trabajar a tiempo parcial como maestro de dibujo en el Fettes College de Edimburgo. Alice regresó temporalmente a Liverpool y vivió con dos de sus hermanas mientras buscaba encargos y trabajaba, durante unos meses, para Harold Rathbone en Della Robbia Pottery. Se casó con Williams en 1906 y se mudaron a un apartamento en 27 Danube Street, Edimburgo. Tres años más tarde cruzaron la calle hacia un piso más grande en el n. 38.
De 1916 a 1919, mientras Morris servía en el ejército en Francia, Williams se mudó a Peppard cerca de Henley-upon-Thames. En 1929, ella y su esposo se mudaron a Devon, donde alquilaron la mansión North Wyke que se encuentra entre North Tawton y South Tawton.
De 1923 a 1932 se desempeñó como miembro del consejo gobernante de la Asociación Cockburn, la influyente organización conservacionista de Edimburgo.
Meredith Williams murió de cáncer en Devon el 3 de marzo de 1934. Está enterrada en el cementerio de St Andrew's en South Tawton, debajo de una piedra diseñada por su esposo.

## Trabajo
Las obras conmemorativas de Meredith Williams incluyen un monumento a los caídos en Queenstown, Sudáfrica ; el "Espíritu de los cruzados", un grupo escultórico para el Paisley War Memorial, diseñado por Sir Robert Lorimer ; y un retablo de madera tallada para la Iglesia Episcopal de Santiago el Menor en Penicuik (1921). También creó doce obras para el Scottish National War Memorial en el Castillo de Edimburgo (1927), incluida la figura de San Miguel que se cierne sobre el ataúd que contiene los nombres de los muertos (tallado por los hermanos Clow) y el friso en el Santuario, diseñado por su marido Morris. Expuso obras en la Royal Scottish Academy y la Royal Academy of Arts.

## Otras lecturas
- Shaw, Phyllida (2017). An Artist's War: the art and letters of Morris and Alice Meredith Williams. Stroud: History Press. ISBN 9780750982382.
- Shaw, Phyllida (2018) Undaunted Spirit. The art and craft of Gertrude Alice Meredith Williams